# ジョン・ハインド・コットン (第3代準男爵)
第3代準男爵サー・ジョン・ハインド・コットン（英語: Sir John Hynde Cotton, 3rd Baronet、1686年洗礼 - 1752年1月4日）はグレートブリテン王国の庶民院議員、ジャコバイト。歴史学者のエヴリン・クルックシャンクスは彼を「イングランドで最も熱狂的なジャコバイト」と評した。

## 生涯
ケンブリッジ選挙区選出のイングランド庶民院議員を数期務めた第2代準男爵サー・ジョン・コットンの息子として生まれ、ウェストミンスター・スクールとケンブリッジ大学エマニュエル・カレッジで教育を受けた。
とある庶民院議員がトーリー党を見捨て、首相ロバート・ウォルポールを支持する演説をすると、コットンはウォルポールに対しその議員を批判、「あの若犬は常に（always）私たちを支持すると述べた」と言った。ウォルポールが「私はうちの若者たちに『常に』（always）を使わないよう助言している」と答えると、コットンは「あなた自身は全ての手（all ways）を使いがちですがね」と皮肉をもって応えた。
三年議会法など後の急進派の政策を支持したが、支持の理由は政策自体よりもホイッグ党が嫌った政策であるからだった。また大酒飲みであった。
ホレス・ウォルポールはコットンについて、「ウィットがあり、庶民院の要領を熟練している。彼は庶民院で稀にしか発言せず短い演説しかせず、話し方もどもっていたが、ユーモアの使い方は身につけていた。アン女王の治世末期では政権内におり、サー・ロバート・ウォルポールの政府では常に、熱烈に野党の座にいた。そして、決心のあるジャコバイトであり、直近の連立内閣では王室家政の職を受けて、2年間務めたが、1度たりとも与党に票を与えなかった。これは素晴らしい分別を要し、国王への忠誠を誓わなければならないだけでなく（これは議会のジャコバイト全員がしている）、賃金を得ながら自身の業務を妨げる必要がある。国王の閣僚たちにも同じ素質があり、彼らは1人の男に給料を受けさせつつ党を乗り換えさせなかった」と記述した。

## 家族
コットンは2度結婚した。1人目の妻はサー・アンブローズ・クロウリー（Ambrose Crowley）の娘レティス（Lettice）で、2人目はジェームズ・クラッグスの娘マーガレットである。もうけた息子のうち、レティスとの息子であるジョン・ハインドのみが成長して準男爵位を継承した。